# 纽约市中心四季酒店
公园广场30号，是美國纽约市曼哈顿下城的在建建筑。高926英尺的大楼是该市第二高的全住宅建筑，让住户可以全景观行曼哈顿中城天际线以及纽约港景色。大楼设计师为羅伯特·斯坦恩，建筑内为一家有185间客房的四季酒店，以及157套高档住宅。